# Луговая (Каргапольский район)
Луговая — деревня в Каргапольском районе Курганской области. Входила в состав Соколовского сельсовета. 

## Географическое положение
Расположено берегу реки Миасс, примерно в 34 км от районного центра посёлка Каргаполье; в 140 км по автодороге к северо-западу от города Кургана.

## История
До 1917 года в составе Окунëвской волости Челябинского уезда Оренбургской губернии. По данным на 1926 год состояла из 130 хозяйств. В административном отношении входила в состав Сартасовского сельсовета Воскресенского района Челябинского округа Уральской области.

## Население
| 1989 | 2002 | 2010 |
| ---- | ---- | ---- |
| 154  | ↘133 | ↘84  |

По данным переписи 1926 года в деревне проживало 603 человека (267 мужчин и 336 женщин), в том числе: русские составляли 100 % населения.